# Newly Rich, Newly Poor
Newly Rich, Newly Poor (spanska: Nuevo Rico, Nuevo Pobre) är en colombiansk dramaserie som hade premiär på Netflix den 21 maj 2025. Serien som består av 60 avsnitt.

## Handling
En förmögen affärsman och en man med arbetarklassbakgrund upptäcker att de blev förväxlade vid födseln. Nu måste de byta liv för att lära sig vad som verkligen betyder något.

## Rollista (i urval)
- Variel Sánchez - Brayan Galindo
- Juan Guilera - Andrés Ferreira
- Lina Tejeiro - Rosmery Peláez
- Laura Barjum - Fernanda Sanmiguel
- Marcela Agudelo - Antonia Mancera de Ferreira
- Jhon Alex Toro - Leónidas Galindo